# Loupfougères
Loupfougères ist eine französische Gemeinde mit 410 Einwohnern (Stand: 1. Januar 2022) im Département Mayenne in der Region Pays de la Loire; sie gehört zum Arrondissement Mayenne und zum Kanton Villaines-la-Juhel. Die Einwohner werden Loupfougerais genannt.

## Geographie
Loupfougères liegt etwa 40 Kilometer nordöstlich von Laval und etwa 28 Kilometer westsüdwestlich von Alençon. Die Gemeinde gehört zum Regionalen Naturpark Normandie-Maine. Umgeben wird Loupfougères von den Nachbargemeinden Le Ham im Norden, Villaines-la-Juhel im Osten, Champgenéteux im Süden sowie Hardanges im Westen.

## Bevölkerungsentwicklung
| 1962                       | 1968 | 1975 | 1982 | 1990 | 1999 | 2006 | 2019 |
| -------------------------- | ---- | ---- | ---- | ---- | ---- | ---- | ---- |
| 541                        | 471  | 383  | 394  | 400  | 368  | 427  | 412  |
| Quellen: Cassini und INSEE |      |      |      |      |      |      |      |

## Sehenswürdigkeiten
- Kirche Saint-Martin aus dem 19. Jahrhundert
- Kapelle La Croix Huchot aus dem 19. Jahrhundert

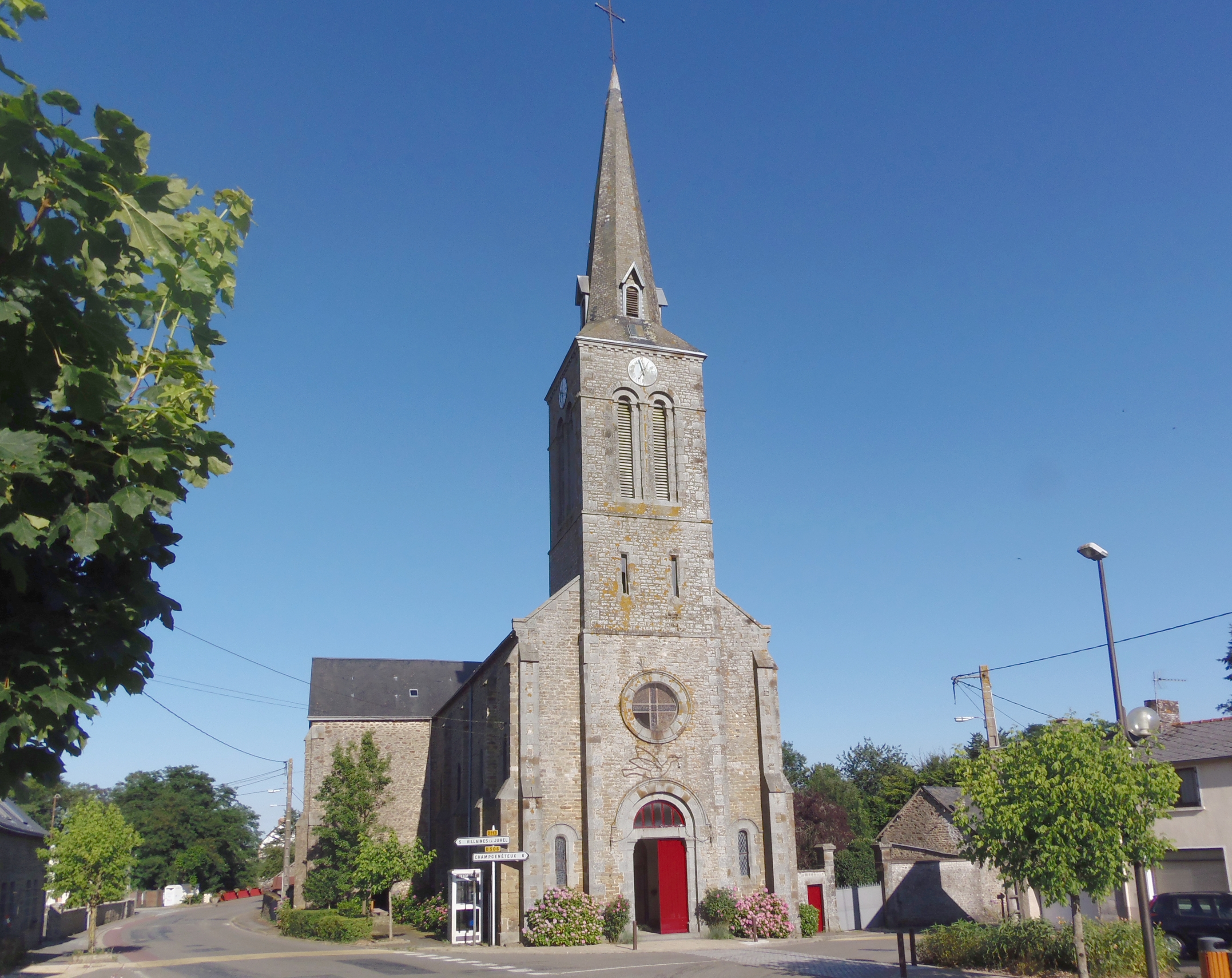
Kirche Saint-Martin